# Kanton Cajarc
Der Kanton Cajarc war bis 2015 ein französischer Wahlkreis im Arrondissement Figeac, im Département Lot und in der Region Midi-Pyrénées; sein Hauptort war Cajarc, Vertreter im Generalrat des Départements war zuletzt von 2004 bis 2015 Jean-Jacques Raffy.
Der Kanton war 190,44 km² groß und hatte 3029 Einwohner (Stand: 2012).
Der Kanton umfasste Wahlberechtigte aus folgenden 14 Gemeinden:
| Gemeinde            | Einwohner Jahr | Fläche km² | Bevölkerungsdichte | Postleitzahl | Code INSEE |
| ------------------- | -------------- | ---------- | ------------------ | ------------ | ---------- |
| Cadrieu             | 172 (2013)     | –          | – Einw./km²        | 46160        | 46041      |
| Cajarc              | 1136 (2013)    | –          | – Einw./km²        | 46160        | 46045      |
| Carayac             | 80 (2013)      | –          | – Einw./km²        | 46160        | 46056      |
| Frontenac           | 68 (2013)      | –          | – Einw./km²        | 46160        | 46116      |
| Gréalou             | 266 (2013)     | –          | – Einw./km²        | 46160        | 46129      |
| Larnagol            | 135 (2013)     | –          | – Einw./km²        | 46160        | 46155      |
| Larroque-Toirac     | 138 (2013)     | –          | – Einw./km²        | 46160        | 46157      |
| Marcilhac-sur-Célé  | 192 (2013)     | –          | – Einw./km²        | 46160        | 46183      |
| Montbrun            | 104 (2013)     | –          | – Einw./km²        | 46160        | 46198      |
| Puyjourdes          | 81 (2013)      | –          | – Einw./km²        | 46260        | 46230      |
| Saint-Chels         | 141 (2013)     | –          | – Einw./km²        | 46160        | 46254      |
| Saint-Jean-de-Laur  | 226 (2013)     | –          | – Einw./km²        | 46260        | 46270      |
| Saint-Pierre-Toirac | 142 (2013)     | –          | – Einw./km²        | 46160        | 46289      |
| Saint-Sulpice       | 150 (2013)     | –          | – Einw./km²        | 46160        | 46294      |